# Радіоелектронний захист
Радіоелектро́нний за́хист (англ. electronic counter-countermeasures, ECCM) - заходи і засоби боротьби з  радіоелектронною протидією (РЕП), засновані на використанні таких ефективних способів передачі інформації, при яких дія системи  радіоелектронної протидії стає малоефективною.

## Методи радіоелектронного захисту (ECCM) для протидії навмисним перешкодам
Засоби радіоелектронного захисту захищають радіоканали від електронної протидії (ECM), такої як навмисні перешкоди. Метод радіоелектронного захисту, заснований на швидкій перебудові частоти (frequency hopping, FHSS), використовується, наприклад, у всіх радіостанціях R & S ® M3AR, як додаткова можливість. У сімействі R & S ® M3AR застосовуються прийнятий в НАТО метод HAVE QUICK II і новітній метод SATURN, реалізовані відповідно до стандартів STANAG 4246 і STANAG 4372. Ці методи дозволяють створювати захищені від перешкод радіоканали.
Крім того, компанія Rohde & Schwarz розробила метод SECOS, який забезпечує надійний захист від перешкод навіть при високих швидкостях польоту. Він може шифрувати голос і дані зі швидкістю до 16 кбіт/с. Метод SECOS використовується у всьому світі протягом багатьох років і відмінно себе зарекомендував. Цей метод можна інтегрувати в трансивери Rohde & Schwarz паралельно з методом HAVE QUICK I / II , що дозволяє брати участь, як в національних, так і в міжнародних операціях. При використанні методу SECOS або SATURN голосова інформація стискується вокодером CVSD і передається в цифровому вигляді.

## Захист від прослуховування і впливу помилкових сигналів за допомогою вбудованої системи шифрування голосу і даних
Для захисту радіоканалів від прослуховування і впливу завад, передану інформацію можна шифрувати. Випустивши R & S ® MR6000A з сімейства R & S ® M3AR, компанія Rohde & Schwarz стала першим виробником, що запропонував вбудоване шифрування НАТО. Це дозволяє обійтися без додаткового зовнішнього пристрою шифрування. Таким чином R & S ® MR6000A економить місце, знижує вагу і спрощує установку обладнання на повітряні судна. R & S ® MR6000A сумісний із зовнішніми криптографічними пристроями, такими як KY57 , KY58 , KY99 , KY100 і ELCRODAT 4-2.
Розроблений компанією Rohde & Schwarz надійний метод шифрування R & S ® SECOS може використовуватися всіма трансиверами сімейства R & S ® M3AR .